# Paul Williams (Sänger)
Paul Williams (* 2. Juli 1939 in Birmingham; † 17. August 1973 in Detroit) war Sänger des Vokalquintetts The Temptations. Er war Gründungsmitglied der Motown-Gruppe und gehörte ihr in der erfolgreichsten Zeit der Band an. 1971 stieg er bei den Temptations aus.

## Leben und Werk
Paul Williams wurde in Birmingham (Alabama) geboren, wo er auch aufwuchs. In der Schule lernte er seinen Freund und späteres Bandmitglied Eddie Kendricks kennen. Schon als Teenager traten Williams und Kendricks mit Kel Osbourne und Willie Waller unter dem Namen The Cavaliers als Sänger auf.
Im Jahr 1957 beschlossen Williams, Kendrick und Osbourne, eine professionelle Gesangskarriere einzuschlagen. Mit ihrem Manager Milton Jenkins zogen die drei nach Detroit, wo sie zunächst unter dem Namen The Primes auftraten. Obwohl sie unter diesem Namen keine Alben aufnahmen, waren sie jedoch erfolgreich und gründeten sogar eine weibliche Ablegergruppe, die The Primettes, aus denen später die The Supremes hervorgingen.
Nachdem Osbourne die Band 1960 verlassen hatte, traten sie der Band von Otis Williams, Melvin Franklin und Elbridge Bryant bei, die unter dem Namen The Elgins auftraten. 1961 wurde ein Vertrag mit Motown geschlossen und die Band in The Temptations umbenannt.
Obwohl die Band nun einen Plattenvertrag hatte, dauerte es bis 1964, ehe die Band einen Billboard-Top-20-Titel mit "The Way You Do the Things You Do" hatte. Es folgten schnell weitere Erfolge, wie "My Girl", "Ain't Too Proud To Beg" und "(I Know) I'm Losing You."
Während der frühen Jahre der Band fungierte Williams als Lead-Sänger und Choreograph. Später war Williams der Lead-Sänger auf "Just Another Lonely Night" (1965), "No More Water in the Well" (1967), einer Cover-Version von "Hey Girl" (1969) und seinem Erkennungsstück, "Don't Look Back" (1965).
Im Frühjahr des Jahres 1969 eröffnete er mit Brown eine Modeboutique in Detroit, die jedoch kein kommerzieller Erfolg wurde. Bedingt durch Krankheiten und steigenden Alkoholkonsum war er zum Teil nicht mehr in der Lage, aufzutreten. Richard Street von den The Monitors wurde angeheuert, um Williams’ Part bei Auftritten zu übernehmen. Nachdem bei ihm 1971 eine Leberzirrhose festgestellt wurde, verließ Williams die Band. Um Williams finanziell zu unterstützen, wurde er von der Gruppe als Choreograph und Berater angestellt.
Er nahm sich am 17. August 1973 das Leben. Man fand ihn leblos auf der Straße liegend, unweit der Motown Recording Studios (Detroit), der Motown-Zentrale. Die offizielle Todesursache war eine sich selbst zugefügte Schusswunde am Kopf. Williams hinterließ eine Frau und sechs Kinder.
Posthum wurde er als Mitglied der Temptations 1989 in die Rock and Roll Hall of Fame und 1999 in die Vocal Group Hall of Fame aufgenommen.